# Pulsellum eboracense
Pulsellum eboracense är en blötdjursart som först beskrevs av Watson 1879.  Pulsellum eboracense ingår i släktet Pulsellum och familjen Pulsellidae. Inga underarter finns listade i Catalogue of Life.